# Leo Katcher
Leo Katcher (* 14. Oktober 1911 in Bayonne, New Jersey; † 27. Februar 1991 in Oceanside, Kalifornien) war ein US-amerikanischer Journalist, Drehbuchautor und Schriftsteller.

## Leben
Katcher absolvierte nach dem Schulbesuch ein Studium an der University of Pennsylvania sowie der New York University und wurde danach Journalist. Nach anfänglichen Tätigkeiten bei den Tageszeitungen Philadelphia Ledger und Philadelphia Record wurde er Mitarbeiter der Boulevardzeitung New York Post, wo er Ende der 1930er Jahre Lokalredakteur wurde. Nach dem Zweiten Weltkrieg wurde er Korrespondent der New York Post für die Westküste der Vereinigten Staaten.
Er begann seine Laufbahn als Drehbuchautor in der Filmwirtschaft Hollywoods 1950 mit der Vorlage zu dem von Gordon Douglas inszenierten Kriminal- und Abenteuerfilm Zwischen Mitternacht und Morgen (Between Midnight and Dawn, 1950) mit Mark Stevens, Edmond O’Brien und Gale Storm in den Hauptrollen. Er verfasste bis 1963 die Vorlagen für insgesamt neun Filme.
Bei der Oscarverleihung 1957 wurde er für den Oscar für die beste Originalgeschichte nominiert, und zwar für die unter dem Titel Geliebt in alle Ewigkeit (The Eddy Duchin Story, 1956) unter der Regie von George Sidney entstandene Filmbiografie über den Jazzpianisten und Bandleader Eddy Duchin mit Tyrone Power in der Titelrolle sowie Kim Novak und Victoria Shaw in weiteren Rollen.
Sein 1959 erschienener Roman The Big Bankroll. The Life and Times of Arnold Rothstein lieferte die Vorlage für den King of the Roaring 20’s: The Story of Arnold Rothstein, in dem Regisseur Joseph N. Newman mit David Janssen in der Hauptrolle die Lebensgeschichte des Geschäftsmanns, notorischen Spielers und Mobster Arnold Rothstein verfilmt. 1967 hielt er sich für neun Monate in der Bundesrepublik auf und schrieb über seine Gespräche das Buch Post mortem: the Jews in Germany – now.

## Veröffentlichungen
- Hard Man, 1957
- The Big Bankroll. The life and times of Arnold Rothstein, 1959
- The money people, 1961
- Now is the time, 1964
- The blind cave, 1966
- Earl Warren. A political biography, 1967
- Post mortem: the Jews in Germany – now, 1968, ISBN 0-241-01595-2
- Hot pursuit, 1971

## Filmografie
- 1950: Zwischen Mitternacht und Morgen (Between Midnight and Dawn)
- 1951: M
- 1954: Sie ritten nach Westen (They Rode West)
- 1955: Nackte Straßen (The Naked Street)
- 1956: Geliebt in alle Ewigkeit (The Eddy Duchin Story)
- 1957: Reif für den Galgen (The Hard Man)
- 1958: Das Mädchen aus der Unterwelt (Party Girl)
- 1961: King of the Roaring 20’s: The Story of Arnold Rothstein
- 1963: Island of Love